# Anochetus obscuratus
Anochetus obscuratus é uma espécie de formiga do gênero Anochetus, pertencente à subfamília Ponerinae.